# Tell Mašnaqa
Koordinaten: 36° 17′ 18,3″ N, 40° 47′ 40,7″ O
Tell Mašnaqa oder Tell Maschnaka (arabisch تل مشنقة Tal Maschnaqa, DMG Tall Mašnaqa) ist ein prähistorischer Fundort in der Chaburregion. Er liegt etwa 30 km von al-Hasaka entfernt im heutigen Syrien. Der Ort wurde ab 1990 von einem dänischen und einem französischen Archäologenteam ausgegraben, wobei vor allem Funde der Obed-Zeit und der Uruk-Zeit zutage traten. Der Tell wurde nach dem Bau des al-Hasaka-Damms überflutet. Er hatte eine Fläche von etwa 4 Hektar und eine Höhe von 4 bis 11 Metern über der umliegenden Ebene.